# 雑務沙汰
雑務沙汰（ざつむさた/ぞうむさた）とは、中世日本で使用された用語であり、所領・年貢を除く民事関係の相論・訴訟・裁判のことである。

## 概要
雑務とは文字どおり「その他もろもろの仕事・案件」を意味する言葉であり、所務に対する用語として使用された（所務沙汰も参照）。雑務沙汰に含まれるのは、例えば金銭貸借、農地等の年紀売買・永年沽却、奴婢の売買など、債権や動産に関する相論であった。

## 鎌倉幕府
鎌倉幕府において雑務沙汰を所管したのは、東国については問注所、鎌倉市中については政所だった。